# Heiko Maas

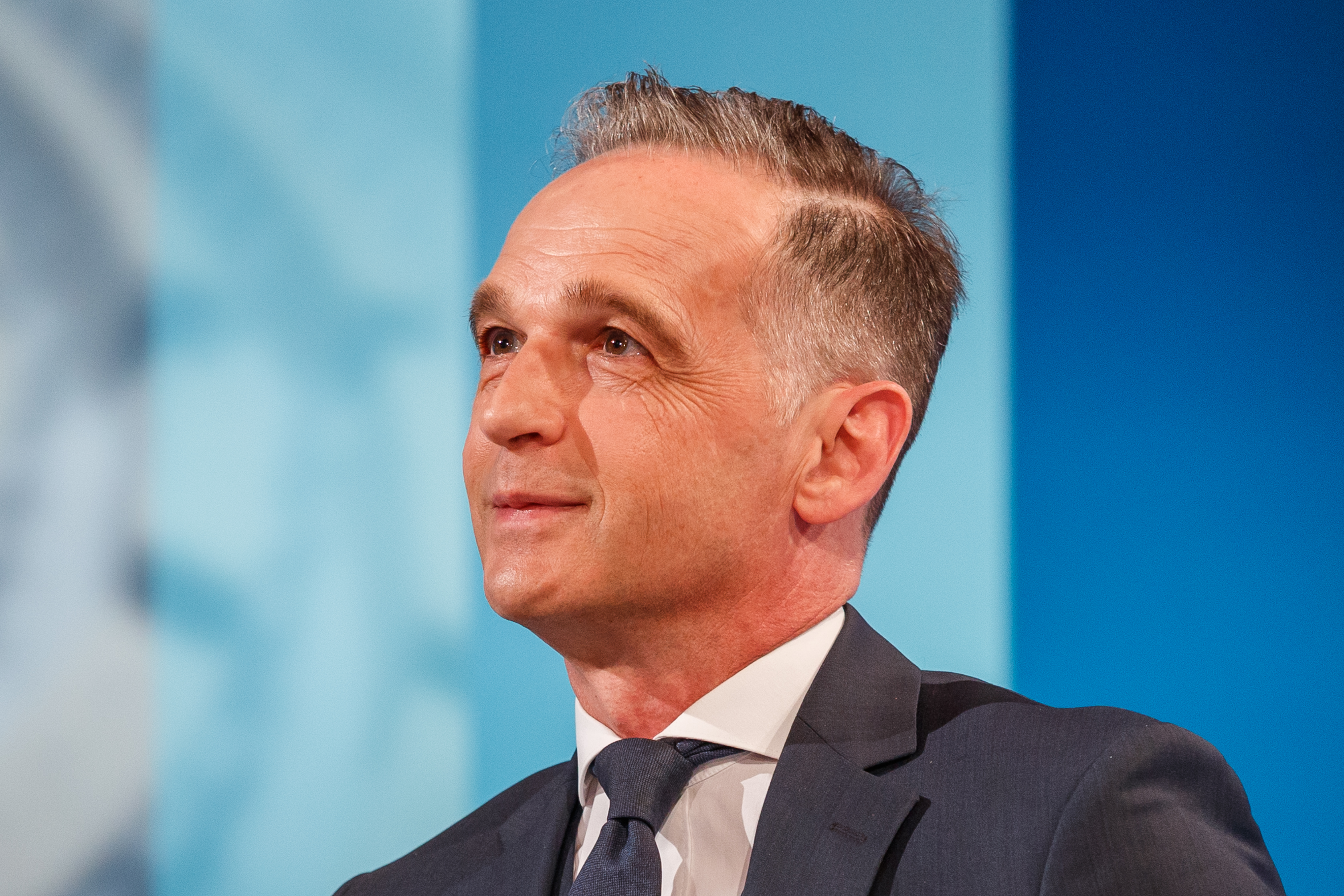
Heiko Maas (2022)

Heiko Josef Maas (* 19. September 1966 in Saarlouis) ist ein deutscher Jurist und ehemaliger Politiker (SPD). Er war von 2018 bis 2021 Bundesminister des Auswärtigen im Kabinett Merkel IV. Zuvor war er von 2013 bis 2018 Bundesminister der Justiz und für Verbraucherschutz im Kabinett Merkel III.
In den Jahren 2012 bis 2013 war Maas Minister für Wirtschaft, Arbeit, Energie und Verkehr sowie stellvertretender Ministerpräsident des Saarlandes, von 1999 bis 2012 Vorsitzender der SPD-Fraktion sowie Oppositionsführer im Landtag des Saarlandes und von 1998 bis 1999 Minister für Umwelt, Energie und Verkehr des Saarlandes. Von 2000 bis 2018 war er Vorsitzender der SPD Saarland und deren Spitzenkandidat bei den Landtagswahlen 2004, 2009 und 2012.
In der Zeit vom 24. Oktober 2017 bis zum 31. Dezember 2022 war Maas Mitglied des Deutschen Bundestages.

## Herkunft und Ausbildung
Heiko Maas wurde als ältester von drei Söhnen eines Berufssoldaten und einer Schneiderin in einer katholisch geprägten Familie in Saarlouis geboren. Er wuchs katholisch auf, war Messdiener und  engagierte sich einige Jahre in der katholischen Jugend. 1987 legte Maas sein Abitur am Staatlichen Realgymnasium in Völklingen bei Saarbrücken ab.
Nach dem Wehrdienst arbeitete er ein Jahr lang als Produktionshelfer bei den Ford-Werken in Saarlouis. 1989 begann er ein Studium der Rechtswissenschaft an der Universität des Saarlandes, das er 1993 mit dem Ersten Staatsexamen abschloss. Nach dem Referendariat u. a. am Landgericht Saarbrücken legte er im Jahr 1996 das Zweite Staatsexamen ab. Er ist Mitglied der Gewerkschaft IG Metall.

## Politik

### Landespolitik im Saarland (1989–2013)
Im Jahr 1989 trat Maas als Jurastudent der SPD bei. Im Jahr 1992 wurde er Vorsitzender der saarländischen Jusos. Vom  Ministerpräsidenten Oskar Lafontaine gefördert, zog er 1994 in den saarländischen Landtag ein. 1996 ernannte ihn der Umweltminister Willy Leonhardt zum Staatssekretär im Ministerium für Umwelt, Energie und Verkehr. Maas übernahm dann 1998 dessen Nachfolge.
Im September 1999 erhielt die SPD Saarland – Spitzenkandidat war Amtsinhaber Reinhard Klimmt – nach 14 Jahren Alleinregierung (Kabinett Lafontaine I, II und III) 44,4 Prozent der Stimmen und 25 der 51 Landtagsmandate. Die CDU Saarland mit Spitzenkandidat Peter Müller erhielt 45,5 % und 26 der Mandate.
Da alle anderen Parteien den Einzug in den Landtag verfehlten, erhielt die CDU die absolute Mehrheit der Mandate. Maas wurde mit Übernahme des Fraktionsvorsitzes Oppositionsführer im Landtag des Saarlandes; er verzichtete dabei auf das beim Ausscheiden aus der Regierung übliche Übergangsgeld und bezeichnete die geltende Rechtslage, die ihm das zugestanden hätte, als dringend veränderungsbedürftig.
In den Jahren 2001 bis 2021 war Maas Mitglied des SPD-Parteivorstands, von 2007 bis 2011 gehörte er auch dem Präsidium an.
Im November 2003 wurde er zum Spitzenkandidaten der Saar-SPD für die Landtagswahl im Jahr 2004 gewählt. Bei dieser Landtagswahl erhielt die SPD 30,8 % der Stimmen.

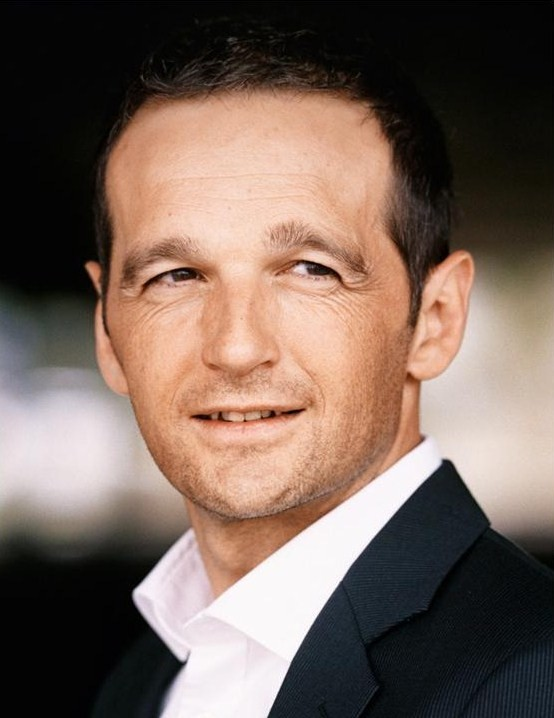
Heiko Maas, 2009

Bei der Landtagswahl am 30. August 2009 trat Maas erneut als Spitzenkandidat der SPD an. Die SPD erhielt 24,5 % der Stimmen (ihr schlechtestes Ergebnis seit Bestehen des Saarlandes). Die CDU verlor sogar 13 Prozentpunkte (auf 34,5 %); die Linke mit dem ehemaligen SPD-Ministerpräsidenten Lafontaine erhielt 21,3 % (nach 2,3 % bei der Wahl zuvor). Maas führte nach der Wahl mit der Linkspartei und Bündnis 90/Die Grünen Sondierungsgespräche mit dem Ziel der Bildung einer rot-rot-grünen Landesregierung unter seiner Führung. Die Grünen entschieden sich später dafür, einer Jamaika-Koalition mit CDU und FDP den Vorzug zu geben.
Nach dem Rücktritt von Peter Müller vom Amt des Ministerpräsidenten kandidierten Sozialministerin Annegret Kramp-Karrenbauer (CDU) und Maas für das Amt. Obwohl am 10. August 2011 alle 27 Abgeordneten der Regierungskoalition anwesend waren und SPD und Linke nur über 24 Abgeordnete verfügten, erhielt Maas im ersten Wahlgang 25 Stimmen. Da Kramp-Karrenbauer ebenfalls auf 25 Stimmen kam, wurde ein zweiter Wahlgang erforderlich, in dem Maas wiederum 25 Stimmen erhielt. Kramp-Karrenbauer erhielt 26 Stimmen und wurde damit zur Ministerpräsidentin gewählt.
Am 6. Januar 2012 erklärte Kramp-Karrenbauer die Koalition der CDU mit FDP und Bündnis 90/Die Grünen für beendet. Sondierungsgespräche zwischen CDU und SPD zur Bildung einer neuen Landesregierung scheiterten am 18. Januar 2012. Für die Neuwahl am 25. März 2012 wurde Maas am 19. Januar 2012 zum Spitzenkandidaten und damit zum Herausforderer von Kramp-Karrenbauer  nominiert. Ein Landesparteitag wählte ihn am 18. Februar. Bei der vorgezogenen Neuwahl wurde die SPD zweitstärkste Kraft hinter der CDU. Maas empfahl entsprechend seiner Aussage vor der Wahl Koalitionsverhandlungen mit der CDU.
Nachdem die Landesparteitage der CDU und SPD dem Koalitionsvertrag am 3. Mai 2012 zugestimmt hatten, wurde dieser am 8. Mai 2012 von Maas und Kramp-Karrenbauer unterzeichnet. Am 9. Mai 2012 wählte der saarländische Landtag die Ministerpräsidentin. In derselben Sitzung wurde auch die neue Landesregierung ernannt und vereidigt, darunter Maas als Minister für Wirtschaft, Arbeit, Energie und Verkehr. Er war zudem der stellvertretende Ministerpräsident.

### Bundespolitik (2013–2022)

#### Bundesminister der Justiz und für Verbraucherschutz (2013–2018)
Nach Auswertung der SPD-Mitgliederbefragung zur Zustimmung zur Großen Koalition am 14. Dezember 2013 wurde Maas am Nachmittag des 15. Dezember 2013 als künftiger Bundesminister der Justiz und für Verbraucherschutz vom SPD-Vorstand nominiert und durch Sigmar Gabriel vorgestellt. Am 17. Dezember 2013 wurde Maas von Bundespräsident Joachim Gauck zum Bundesminister ernannt und anschließend im Bundestag vereidigt. Nachrücker im saarländischen Landtag wurde am 15. Januar 2014 Stefan Krutten.

#### Bundesminister des Auswärtigen (2018–2021)

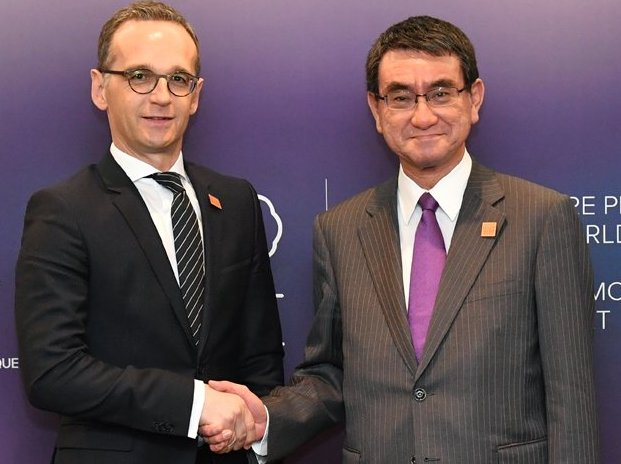
Maas mit Tarō Kōno während des G7-Gipfels in La Malbaie 2018

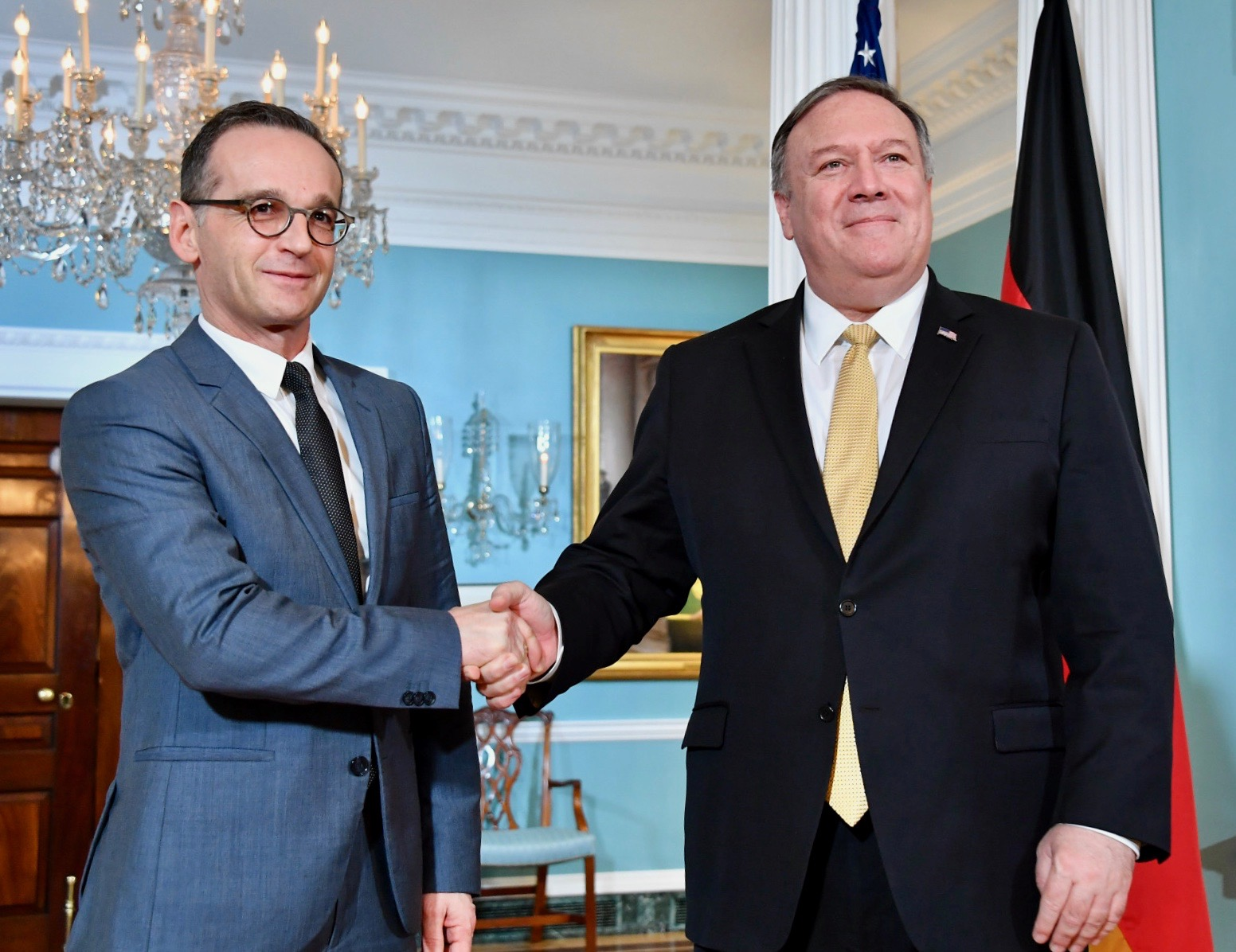
Maas 2019 in Washington mit seinem damaligen Amtskollegen Mike Pompeo

Maas wurde bei der Bundestagswahl 2017 über die Landesliste der SPD Saarland in den Bundestag gewählt. Im Bundestagswahlkreis Saarlouis unterlag er Peter Altmaier. Nach der Bildung einer erneuten Großen Koalition gab der SPD-Vorstand am 9. März 2018 bekannt, dass Maas als Außenminister dem neuen Regierungskabinett angehören werde. In den Koalitionsverhandlungen hatte der Kanzlerkandidat Martin Schulz das Ministerium für die SPD ausgehandelt und für sich beansprucht, trat den Posten jedoch nicht an, da ihm von der Partei Wortbruch vorgeworfen worden war. Schulz hatte zuvor bekundet, er werde einem Kabinett unter Merkel nicht angehören. Am 14. März 2018 wurde Maas von Bundespräsident Frank-Walter Steinmeier zum Bundesminister des Auswärtigen im Kabinett Merkel IV ernannt.
In dieser Position setzte sich Maas für Deutschlands Wahl als nicht-ständiges Mitglied im UNO-Sicherheitsrat ab 2019 ein. Im Februar 2020 warf er neben dem syrischen Regime auch der russischen Regierung angesichts deren Militäreinsatzes im Rahmen des syrischen Bürgerkriegs vor, das humanitäre Völkerrecht gebrochen und Kriegsverbrechen im Gouvernement Idlib begangen zu haben. Wegen seiner Kritik an der Politik Moskaus wurde er von führenden SPD-Politikern kritisiert, ihm wurde vorgeworfen, die Prinzipien der Ostpolitik Willy Brandts zu verraten. Aufgrund der massiven Repressionen gegen die Proteste in Belarus 2020 und die damit verbundenen Menschenrechtsverletzungen sprach sich Maas gegen eine geplante Abhaltung der Eishockey-Weltmeisterschaft der Herren 2021 in der belarussischen Hauptstadt Minsk aus.
Nach Ausbruch der COVID-19-Pandemie führte das von Maas geführte Außenministerium das Rückholprogramm der deutschen Bundesregierung durch.
Nachdem sich die seit 2001 in Afghanistan stationierten NATO-Truppen im Sommer 2021 überstürzt aus dem Land zurückziehen mussten, bot Heiko Maas dem damaligen Vizekanzler und Finanzminister Olaf Scholz seinen Rücktritt an, den dieser ablehnte. Dem Auswärtigen Amt war es laut Angaben des Spiegel unter anderem nicht gelungen, eine rechtzeitige Regelung zur Evakuierung afghanischer Ortskräfte zu finden, die in den vorangegangenen 20 Jahren die Arbeit der deutschen Behörden in dem zentralasiatischen Land unterstützt hatten und nun aufgrund des Vormarsches der Taliban in Lebensgefahr waren.

#### Einfaches Mitglied des Deutschen Bundestages (2021–2022)
Bei der Bundestagswahl 2021 gewann Maas den Bundestagswahlkreis Saarlouis diesmal gegen Peter Altmaier. Obwohl die SPD Teil der Bundesregierung blieb, wurde er im am 8. Dezember 2021 vereidigten Kabinett Scholz nicht berücksichtigt. Im Bundestag war er ordentliches Mitglied im Ausschuss für Wohnen, Stadtentwicklung, Bauwesen und Kommunen und stellvertretendes Mitglied im Ausschuss für die Angelegenheiten der Europäischen Union.
Am 13. Dezember 2022 kündigte er an, sein Bundestagsmandat mit Ablauf des Jahres 2022 niederzulegen und Partner bei der Wirtschaftskanzlei GSK Stockmann zu werden. Mit Ablauf des 31. Dezember 2022 schied er aus dem Bundestag aus. Für ihn rückte Emily Vontz in den Bundestag nach.

## Nach der politischen Karriere
Nach dem Ausscheiden aus dem Bundestag wurde Maas im Januar 2023 zum Präsidenten des Verbandes der Saarhütten gewählt. Im Januar 2023 billigte die Bundesregierung seine nachamtliche Tätigkeit als Rechtsanwalt in der Kanzlei GSK Stockmann und seine Mitgliedschaft im Kuratorium der Montan-Stiftung Saar.
Seit dem 1. Januar 2024 ist Maas zudem Präsident des Deutschen Polen-Instituts.

## Politische Positionen

### Strafrecht
Im Februar 2014 kündigte Maas an, u. a. die im Gesetz normierten Mordmerkmale einer genauen Prüfung zu unterziehen. Diese würden nach seiner Ansicht nicht der Systematik des Strafgesetzbuches entsprechen. Im März 2016 wurde ein erster Entwurf für die geplante Reform veröffentlicht. Demnach sollte eine Absenkung des Strafmaßes auf bis zu fünf Jahre möglich sein, wenn der Täter „aus Verzweiflung“ handelte, um „sich oder einen ihm nahestehenden Menschen aus einer ausweglos erscheinenden Konfliktlage“ zu befreien, durch eine „schwere Beleidigung“ (§ 213) oder „Misshandlung (…) zum Zorn gereizt“ wurde oder von einer „vergleichbar heftigen Gemütsbewegung“ betroffen war. Weiterhin sah der Entwurf vor, das Mordmerkmal der Heimtücke neu zu definieren und das Mordmerkmal der niedrigen Beweggründe in „besonders verwerfliche Beweggründe“ umzubenennen und zu präzisieren.
Nach dem Tod von Tuğçe Albayrak entstand in der Öffentlichkeit eine breite Diskussion über Jugendkriminalität. Die 22-jährige Studentin war von einem Wiederholungstäter niedergeschlagen worden und später an den Folgen ihrer Verletzungen gestorben. Maas sprach sich gegen eine Verschärfung des Jugendstrafrechts aus und forderte mehr Zivilcourage von den Bürgern.
Im Januar 2015 kündigte Maas nach dem Anschlag auf Charlie Hebdo einen Maßnahmenkatalog gegen Terrorismus an, welcher u. a. einen neuen Straftatbestand gegen die finanzielle Unterstützung von Terrororganisationen etwa durch Spenden vorsieht. Maas reagierte damit auf eine Resolution des UN-Sicherheitsrates vom September 2014. Gleichzeitig lehnte er weiterhin die Vorratsdatenspeicherung ab, da diese gegen die Grundrechte verstoße.
Bezüglich Streaming Media teilte Maas im Januar 2014 mit, das bloße Ansehen von Videos, die jemand illegal ins Internet gestellt hat, sei nicht strafbar.

### Mediengesetze

#### Datenhehlerei
Am 18. Dezember 2015 trat § 202d des deutschen Strafgesetzbuches (StGB) in Kraft. Tatgegenstand sind Daten, die nicht öffentlich zugänglich sind. Zweck ist der Schutz der Vertraulichkeit der Daten. Kritiker, darunter Reporter ohne Grenzen, sehen darin eine Gefahr für den Journalismus. Die Regelung würde Blogger, Whistleblower und Journalisten abschrecken und kriminalisieren. Journalisten und Bürgerrechtsorganisationen legten Verfassungsbeschwerde ein.

#### Netzwerkdurchsetzungsgesetz
Die große Koalition hat das von Bundesjustizminister Heiko Maas erarbeitete Netzwerkdurchsetzungsgesetz in den Bundestag eingebracht, um laut eigenen Angaben gegen Hass, Hetze und Falschmeldungen im Internet vorzugehen. Die Studie, die Heiko Maas als Grundlage seines Handelns diente, ist laut Medienrechtsprofessor Marc Liesching eine „Bewertung von Rechtslaien“.
Reporter ohne Grenzen und andere Kritiker sprechen von einem „Schnellschuss“ und warnen, dass es „das Grundrecht auf Presse- und Meinungsfreiheit massiv beschädigen könnte.“ Im April 2017 schloss sich ein Bündnis aus Wirtschaftsverbänden, Netzpolitikern, Bürgerrechtlern, Wissenschaftlern und Juristen zusammen, um gegen das Gesetz zu protestieren. In einem Manifest warnten sie vor „katastrophalen Folgen für die Meinungsfreiheit“. Der UN-Sonderberichterstatter für Meinungsfreiheit kritisierte den Gesetzesvorschlag als Gefährdung für die Menschenrechte. Mehrere autoritäre Staaten beziehen sich auf das Netzwerkdurchsetzungsgesetz als Vorbild bei ihrer Einschränkung der Meinungsfreiheit im Internet.

### Datenschutzpolitik
Im Januar 2014 teilte Maas mit, das Instrument der Vorratsdatenspeicherung liege für ihn auf Eis; das EuGH-Urteil sei abzuwarten. Nach der Bundestagswahl 2013 entwickelte Maas sich im Laufe der Jahre 2014 und 2015 jedoch zu einem der stärksten Befürworter der Vorratsdatenspeicherung in der SPD.
In seiner Funktion als Bundesjustizminister legte Maas im Mai 2015 einen Gesetzesentwurf vor, der trotz Bedenken zahlreicher Verfassungsrechtler die Wiedereinführung der Vorratsdatenspeicherung in Deutschland vorsieht, nachdem eine frühere Regelung dazu vom deutschen Bundesverfassungsgericht für verfassungswidrig erklärt worden war.
Anfang Oktober 2015 entschied der Europäische Gerichtshof, dass das Datentransferabkommen zwischen der EU und den USA gegen EU-Recht verstößt. Maas begrüßte das Urteil, da es die Grundrechte der europäischen Bürger schütze.
Gleichzeitig forderte er aber die EU-Kommission dazu auf, ein neues Datenschutzabkommen zu verhandeln und europäische Standards durchzusetzen. Dies lässt darauf schließen, dass Maas in diesem Bereich keinerlei politische Aktivität plant, obwohl dies einer der wichtigsten Bereiche seines Ministeriums ist.

### Frauenquote
In einem Spiegel-Interview erklärte Maas 2015, er halte eine gesetzlich festgelegte Frauenquote in den Aufsichtsräten börsennotierter Unternehmen sowie Vorständen für nötig. Die 30-%-Quote in Aufsichtsräten wolle er so schnell wie möglich durchsetzen.

### Freihandelsabkommen
Maas forderte im Juni 2015 in einem Interview, die nationalen Parlamente sollten über das geplante Transatlantische Freihandelsabkommen (TTIP) mit den USA abstimmen.

### Mietpolitik
Mit der sogenannten Mietpreisbremse sollen „überzogene Preissteigerungen in Ballungsgebieten“ unterbunden werden. Ursprünglich war dies auch für Neubauten gedacht. Lediglich die erstmalige Vermietung von neu gebauten Wohnungen war bisher von der Mietpreisbremse ausgenommen. Maas deutete im Juli 2014 an, diese geplante Regelung kippen zu wollen. Stattdessen sollen Neubauten generell vom Gesetz ausgeklammert werden, damit die Investitionsbereitschaft in den Wohnungsbau erhalten bleibt. Diese Position kommt Kritikern wie Bündnis 90/Die Grünen zufolge einer Beerdigung der Mietpreisbremse gleich.
Dasselbe Gesetz sieht vor, dass die Maklergebühren bei einer Neuvermietung in Zukunft von dem getragen werden müssen, der den Makler bestellt (Bestellerprinzip). Kurz nach der Vorstellung des Gesetzes ließ Maas die Courtage für die Vermietung eines von ihm vermieteten Hauses vom Mieter bezahlen, obwohl er den Makler bestellt hatte, und verwies darauf, dass das neue Gesetz noch nicht in Kraft ist. Nachdem Medien darüber berichtet hatten, erstattete Maas die Gebühren zurück.

### „Brexit“-Verhandlungen
In der Debatte über den EU-Austritt des Vereinigten Königreichs („Brexit“) war Maas gegen Sonderregelungen, wie sie von britischer Seite gefordert wurden. Während sich das Vereinigte Königreich die Beibehaltung der ökonomischen der vier Grundfreiheiten der EU wünschte, lehnte es etwa den freien Personenverkehr (Personenfreizügigkeit) kategorisch ab. Dem Bundesaußenminister zufolge war es wichtig, den britischen Verhandlungspartnern zu verstehen zu geben, dass ein EU-Austritt auch Nachteile nach sich zöge. Unabhängig vom Ergebnis der Verhandlungen zwischen Großbritannien und der EU forderte er ein Abkommen, das garantiert, dass es keine harte Grenze zwischen dem zur Europäischen Union gehörenden Irland und dem britischen Nordirland geben werde.

### Drohnenbewaffnung
Heiko Maas hatte sich im Dezember 2020 für die Bewaffnung von Bundeswehrdrohnen ausgesprochen, die bisher nur zur Aufklärung dienen.

## Kontroverse um den Generalbundesanwalt Harald Range

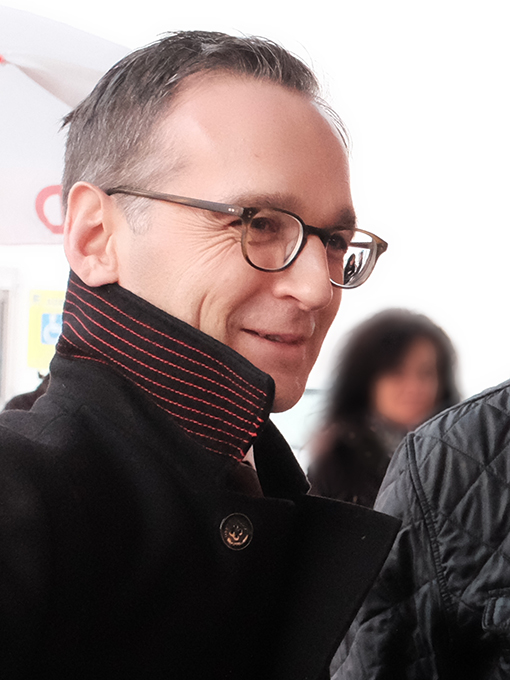
Heiko Maas, 2015

Das Bundesamt für Verfassungsschutz (BfV) erstattete Anfang 2015 Anzeige gegen unbekannt wegen Verdachts des Geheimnisverrates von Journalisten des Blogs Netzpolitik.org, nachdem aus internen Unterlagen über die  massenhafte Auswertung von Internet-Inhalten zitiert worden war. BfV-Präsident Hans-Georg Maaßen wertete dies als Verrat von Staatsgeheimnissen. Nach einer ersten Prüfung leitete Generalbundesanwalt Harald Range dann im Mai 2015 ein Ermittlungsverfahren gegen die beiden Netzpolitik-Blogger Markus Beckedahl und André Meister ein. Das Bundesinnenministerium und das Bundesjustizministerium sollen daraufhin informiert worden sein.
Die Öffentlichkeit erfuhr erst Ende Juli 2015 davon, als die Beschuldigten über das Verfahren gegen sie informiert wurden. Kritiker warfen der Bundesanwaltschaft Missachtung der Pressefreiheit vor. Daraufhin distanzierte sich Bundesjustizminister Maas von Range, indem er Zweifel daran äußerte, dass es sich bei den veröffentlichten Dokumenten „um ein Staatsgeheimnis handelt, dessen Veröffentlichung die Gefahr eines schweren Nachteils für die äußere Sicherheit der Bundesrepublik Deutschland herbeiführt“. Am 4. August 2015 beklagte Range öffentlich einen seiner Meinung nach „unerträglichen Eingriff“ der Politik in die Unabhängigkeit der Justiz. „Auf Ermittlungen Einfluss zu nehmen, weil deren mögliches Ergebnis politisch nicht opportun erscheint“, sei nicht hinzunehmen. Die Presse- und Meinungsfreiheit gelte auch im Internet nicht schrankenlos. Darüber zu wachen, sei Aufgabe einer freien Justiz, nicht der Politik. Kurz darauf versetzte der Bundesjustizminister Range in den vorzeitigen Ruhestand. Maas sagte, er habe Range mitgeteilt, dass das „Vertrauen in seine Amtsführung nachhaltig gestört“ sei.
Nach dieser Entlassung wurden mehrere Strafanzeigen gegen Maas erstattet, so dass die Berliner Staatsanwaltschaft den Anfangsverdacht der Strafvereitelung im Amt prüfte. Der Verein der Bundesrichter und Bundesanwälte am Bundesgerichtshof teilte durch die Bundesrichter Harald Reiter und Christian Tombrink in der ersten Pressemitteilung seit Gründung des Vereins mit, es bestünden „Anhaltspunkte für eine rechtswidrige Behinderung der Ermittlungen des Generalbundesanwalts“. Es sei der Eindruck entstanden, „dass in die laufenden prozessordnungsgemäßen Ermittlungen eingegriffen wurde, um ein bestimmtes – politisch gewolltes – Ergebnis zu erreichen, und zwar durch eine gezielte Steuerung der Beweisaufnahme“. Diese Pressemitteilung, die der Verein im Namen aller Mitglieder abgegeben hat, wurde jedoch ohne Befragung der Vereinsmitglieder abgegeben, was den BGH-Richter Thomas Fischer, der die Stellungnahme auch als sachlich zweifelhaft bewertet, dazu bewog, seinen Austritt aus dem Verein zu erklären. Der Vorsitzende des Bundes Deutscher Kriminalbeamter, André Schulz, war der Ansicht, Maas habe „die Arbeit der Staatsanwaltschaft öffentlich diskreditiert und das Vertrauen in eine objektive Strafverfolgung beschädigt.“
Maas hat stets die Behauptung von Generalbundesanwalt Harald Range bestritten, seine Staatssekretärin Stefanie Hubig habe Range die Weisung erteilt, die Erstellung eines Gutachtens zu stoppen, mit dem geklärt werden sollte, ob Netzpolitik.org Staatsgeheimnisse verraten habe oder nicht. Am 2. September 2016, zwei Tage vor der Landtagswahl in Mecklenburg-Vorpommern, zitierte Der Spiegel aus einem Vermerk, der die Version Ranges bestätigen soll. Auch die Staatsanwaltschaft Berlin war im März 2016 zu der Auffassung gekommen, Hubig habe Range eine entsprechende Weisung erteilt. Auch die Zeit zitierte am 22. Februar 2017 aus einem entsprechenden Dokument der Bundesanwaltschaft. Allerdings sind Weisungen des Bundesjustizministeriums gegenüber der Bundesanwaltschaft zwar selten, aber in Deutschland zulässig.

## Privates
Im Jahr 2018 wurde Maas von seiner Ehefrau Corinna geschieden, mit der er seit 2000 verheiratet war und zwei Söhne hat. Im Frühjahr 2016 zeigten sich Maas und die Schauspielerin Natalia Wörner erstmals als Paar. Am 23. August 2023 gaben Wörner und Maas bekannt, dass sie sich schon vor längerer Zeit getrennt hätten. Im Dezember 2024 heiratete er seine vorherige Ehefrau Corinna, mit der bereits wieder seit Ende 2023 liiert war, erneut.
Maas nimmt an Triathlonwettkämpfen teil und ist Fan des Hamburger SV.

## Sonstiges Engagement
Aufgrund seines Amtes als Bundesminister der Justiz sowie des Auswärtigen war Maas von 2013 bis 2018 Kuratoriumsvorsitzender der Bundesstiftung Magnus Hirschfeld und von 2018 bis 2021 Vorsitzender des Kuratoriums der Aktion Deutschland Hilft. Zudem ist Maas Mitglied im Kuratorium der RAG-Stiftung, welche stillgelegte Bergbaugruben im Saarland unterhalten soll. Maas war auch Vorsitzender des Aufsichtsrats der Industrie Kultur, der IZES GmbH, der Saarländischen Investitionskreditbank und der Tourismus-Zentrale Saarland. Des Weiteren war er Mitglied im Beirat der Bundesnetzagentur und im Verwaltungsrat der SaarLB. Heiko Maas ist für den Bund Mitglied des ZDF-Fernsehrats.

## Kabinette
- Kabinett Klimmt
- Kabinett Kramp-Karrenbauer II
- Kabinett Merkel III
- Kabinett Merkel IV

## Auszeichnungen
- Israel-Jacobson-Preis der Union Progressiver Juden (2014)[83]
- Gabe der Erinnerung des Internationalen Auschwitz Komitee (2015)[84]
- GQ Best Dressed – Der bestangezogene Mann (2016)[85]
- Großoffizier des Drei-Sterne-Ordens (Lettland) (2019)
- Preis für Verständigung und Toleranz (2019)

## Veröffentlichungen
- Herausgeber: Furchtlose Juristen. Richter und Staatsanwälte gegen das NS-Unrecht. Verlag C.H. Beck, München 2017, ISBN 978-3-406-70746-9.
- Heiko Maas; unter Mitarbeit von Michael Ebmeyer: Aufstehen statt wegducken: eine Strategie gegen Rechts. Piper Verlag München, 2017, ISBN 978-3-492-05841-4.